# Vossische Zeitung

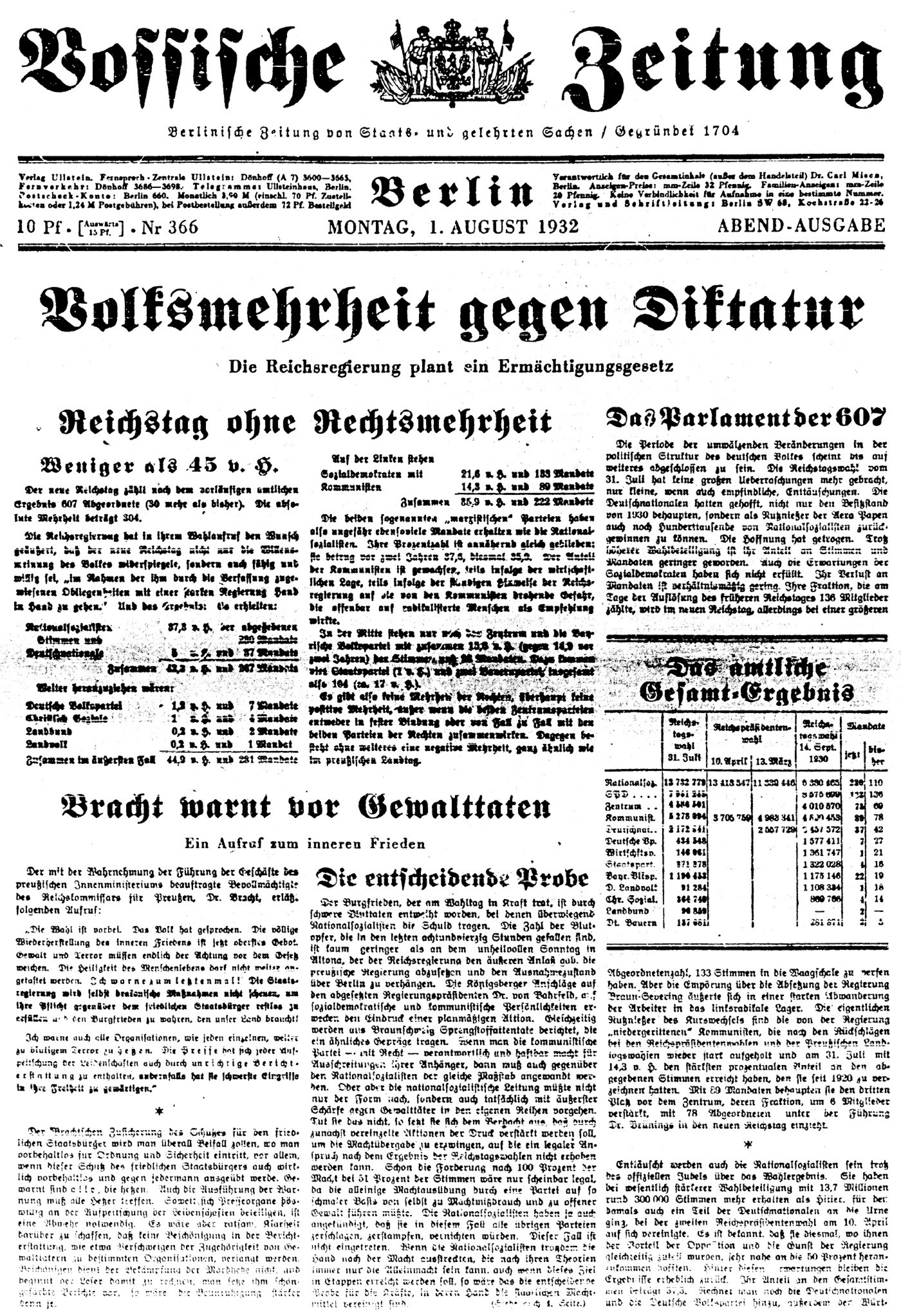
Vossische Zeitung

Vossische Zeitung, ("Die Vossische") egentligen (Königlich Privilegierte) Berlinische Zeitung von Staats- und Gelehrten Sachen, var en liberal tidning i Berlin som gavs ut 1721-1934 och gavs ut över hela Tyskland. 
Kända medarbetare på tidningen inkluderar namn som Gotthold Ephraim Lessing, Willibald Alexis, Theodor Fontane, Richard Lewinsohn, Kurt Tucholsky, Paul Schlesinger och Erich Maria Remarque. 1934 förbjöds tidningen av naziregimen och ersattes av nazistpartiets tidning Völkischer Beobachter.